# Africa Cup Sevens 2012
La Africa Cup Sevens de 2012 fue la primera edición del principal torneo de rugby 7 masculino de África.
El torneo otorgó dos plazas para la Copa del Mundo de Rugby 7 de 2013.

## Fase de grupos

### Grupo A
| Equipo     | Encuentros | Encuentros | Encuentros | Encuentros | Tantos  | Tantos    | Tantos     | Puntos |
| Equipo     | jugados    | ganados    | empatados  | perdidos   | a favor | en contra | diferencia | Puntos |
| ---------- | ---------- | ---------- | ---------- | ---------- | ------- | --------- | ---------- | ------ |
| Madagascar | 3          | 3          | 0          | 0          | 74      | 34        | +40        | 9      |
| Nigeria    | 3          | 2          | 0          | 1          | 48      | 27        | +21        | 7      |
| Zambia     | 3          | 1          | 0          | 2          | 27      | 62        | -35        | 5      |
| Marruecos  | 3          | 0          | 0          | 3          | 17      | 43        | -26        | 3      |

### Grupo B
| Equipo          | Encuentros | Encuentros | Encuentros | Encuentros | Tantos  | Tantos    | Tantos     | Puntos |
| Equipo          | jugados    | ganados    | empatados  | perdidos   | a favor | en contra | diferencia | Puntos |
| --------------- | ---------- | ---------- | ---------- | ---------- | ------- | --------- | ---------- | ------ |
| Zimbabue        | 3          | 3          | 0          | 0          | 62      | 14        | +48        | 9      |
| Túnez           | 3          | 2          | 0          | 1          | 55      | 10        | +45        | 7      |
| Costa de Marfil | 3          | 1          | 0          | 2          | 26      | 74        | -48        | 5      |
| Namibia         | 3          | 0          | 0          | 3          | 17      | 62        | -45        | 3      |

## Fase Final

#### Copa de oro
|  | Semifinales | Semifinales | Semifinales |          |       | Copa         | Copa         | Copa         |  |
|  |             |             |             |          |       |              |              |              |  |
|  |             |             |             |          |       |              |              |              |  |
|  | Túnez       | Túnez       | 7           |          |       |              |              |              |  |
|  | Túnez       | Túnez       | 7           |          |       |              |              |              |  |
|  | Madagascar  | Madagascar  | 0           |          |       |              |              |              |  |
|  | Madagascar  | Madagascar  | 0           |          | Túnez | Túnez        | 12           |              |  |
|  |             |             |             |          | Túnez | Túnez        | 12           |              |  |
|  |             |             | Zimbabue    | Zimbabue | 33    |              |              |              |  |
|  | Zimbabue    | Zimbabue    | Zimbabue    | Zimbabue | 33    | 19           |              |              |  |
|  | Zimbabue    | Zimbabue    |             |          |       | 19           |              |              |  |
|  | Nigeria     | Nigeria     | 14          |          |       | Tercer lugar | Tercer lugar | Tercer lugar |  |
|  | Nigeria     | Nigeria     | 14          |          |       | Tercer lugar | Tercer lugar | Tercer lugar |  |
|  |             |             |             |          |       |              |              |              |  |
|  |             |             |             |          |       | Nigeria      | Nigeria      | 19           |  |
|  |             |             |             |          |       | Nigeria      | Nigeria      | 19           |  |
|  |             |             |             |          |       | Madagascar   | Madagascar   | 12           |  |
|  |             |             |             |          |       | Madagascar   | Madagascar   | 12           |  |
|  |             |             |             |          |       |              |              |              |  |

| Bandera de Zimbabue |
| Campeón Zimbabue    |
| Primer título       |